# Orthotrichum brotheri
Orthotrichum brotheri là một loài rêu trong họ Orthotrichaceae. Loài này được Dusén ex Lewinsky mô tả khoa học đầu tiên năm 1987.